# Якобс, Эльзи
Эльзи Якобс, Элси Якобс (нидерл. Elsy Jacobs, 4 марта 1933, Гарниш, Капеллен — 27 февраля 1998, Гемене-сюр-Скорфф) — люксембургская шоссейная велогонщица. Она стала первой в истории чемпионкой мира по шоссейным велогонкам среди женщин, выиграв инаугурационную гонку 30 августа 1958 года. Позже в том же году, 9 ноября, она побила женский часовой рекорд, проехав 41 347 м на велодроме Вигорелли в Милане; рекорд продержался 14 лет.

## Биография

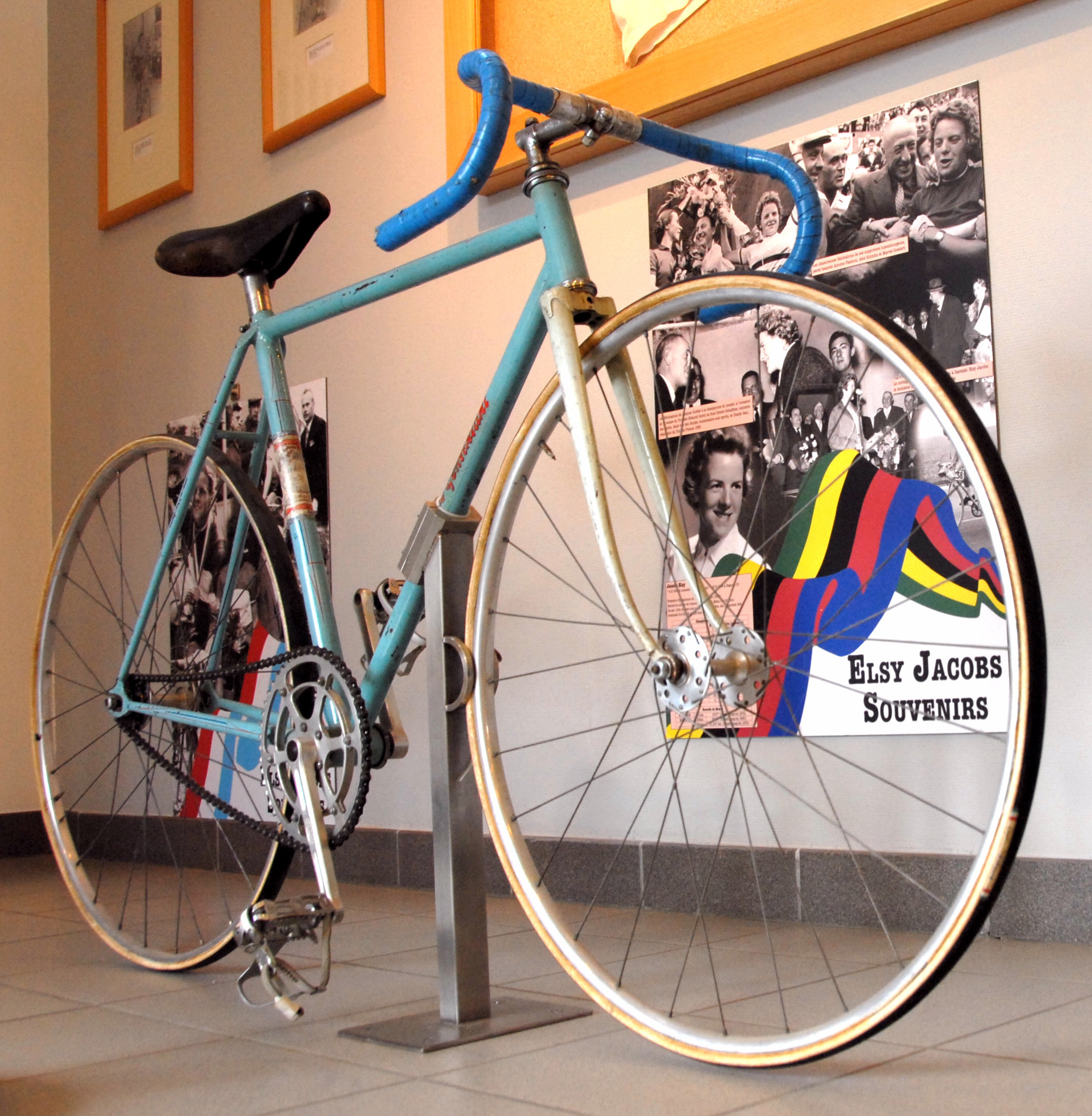
Велосипед Эльзи Якобс в спортивном центре Эльзи Якобс в Гарнихе.

Эльзи Якобс родилась в Гарнихе (Люксембург), в многодетной семье. Три её брата — Роджер, Раймонд и Эдмонд Якобс (участвовавший в Тур де Франс) — также были велогонщиками.
В её честь были названы спортивный центр и общественный центр. В её родном городе Гарних был учреждён гоночный турнир — Гран-при Эльзи Якобс. С 2008 года, через десять лет после её смерти, эта гонка была включена в календарь элитных женских велогонок UCI.

## Достижения

### Шоссе
1957
2-я на Circuit Lyonnais-Auvergne
1958
 Чемпионка мира — групповая гонка
1959
 Чемпионка Люксембурга — групповая гонка
1960
 Чемпионка Люксембурга — групповая гонка
1961
 Чемпионка Люксембурга — групповая гонка
3-я на Чемпионат мира — групповая гонка
1962
 Чемпионка Люксембурга — групповая гонка
1963
 Чемпионка Люксембурга — групповая гонка
1964
 Чемпионка Люксембурга — групповая гонка
1965
 Чемпионка Люксембурга — групповая гонка
1966
 Чемпионка Люксембурга — групповая гонка
4-е место на Чемпионат мира — групповая гонка
1967
 Чемпионка Люксембурга — групповая гонка
1968
 Чемпионка Люксембурга — групповая гонка
4-е место на Чемпионат мира — групповая гонка
1970
 Чемпионка Люксембурга — групповая гонка
Гран-при Ле Форж ен Бретань
1971
 Чемпионка Люксембурга — групповая гонка
1972
 Чемпионка Люксембурга — групповая гонка
1973
 Чемпионка Люксембурга — групповая гонка
1974
 Чемпионка Люксембурга — групповая гонка

### Трек
1958
Часовой рекорд – 41 347 км
1959
2-е место Чемпионат мира — гонка преследования